# 夢の翼〜ヒッツ&ヒストリー〜
『夢の翼〜ヒッツ&ヒストリー〜』（ゆめのつばさ ヒッツ・アンド・ヒストリー 英語: Wingspan: Hits and History）は、2001年に発表されたポール・マッカートニーの2枚組ベスト・アルバム。

## 概要
ウイングス時代を含めた、ポール・マッカートニーのソロ・キャリアの中からセレクトされたベスト・アルバム。1970年の『マッカートニー』から、1984年の『ヤァ!ブロード・ストリート』までのアルバム、シングル作品から選曲されている。ヒット・シングルを収録したディスク1 ("Hits")、マッカートニーのお気に入りの曲を集めたディスク2("History")に分かれており、代表曲のほとんどを聴くことができる。
初CD化のシングル・バージョン、DJエディット・バージョンの他、「メドレー:ビップ・ボップ〜ヘイ・ディドル」は未発表のプライベート・フィルムからの音源。「カミング・アップ」は、アメリカ盤ではグラスゴーでのライヴ録音版、イギリス・日本盤では別ミックスのスタジオ録音版が収録されている。日本盤にはボーナス・トラックとして、「出ておいでよ、お嬢さん」が追加収録されている。
イギリス・日本盤初版は3D仕様の外装ケースが付き、アメリカ盤初版は布製デジパックに3Dカードを貼り付けた豪華仕様だった。

## 収録曲

### ディスク1 ("Hits")
1. あの娘におせっかい - "Listen To What The Man Said"
2. バンド・オン・ザ・ラン - "Band On The Run"
3. アナザー・デイ - "Another Day"
4. 007/死ぬのは奴らだ - "Live And Let Die"
5. ジェット - "Jet"
6. マイ・ラヴ - "My Love"
7. 心のラヴ・ソング - "Silly Love Songs"
8. パイプス・オブ・ピース - "Pipes Of Peace"
  - シングル・バージョン
9. C・ムーン - "C Moon"
10. ハイ・ハイ・ハイ - "Hi Hi Hi"
11. 幸せのノック - "Let 'Em In"
12. グッドナイト・トゥナイト - "Goodnight Tonight"
13. ジュニアズ・ファーム (DJエディット) - "Junior's Farm (DJ Edit)"
  - 初CD化
14. 夢の旅人 - "Mull Of Kintyre"
15. アンクル・アルバート〜ハルセイ提督 - "Uncle Albert / Admiral Halsey"
16. しあわせの予感 (DJエディット) - "With A Little Luck (DJ Edit)"
17. カミング・アップ - "Coming Up"
  - 未発表ミックス（アメリカ盤はライブ版を収録）
18. ひとりぽっちのロンリー・ナイト - "No More Lonely Nights"
  - シングル・バージョン
19. 出ておいでよ、お嬢さん - "Eat At Home"

### ディスク2 ("History")
1. レット・ミー・ロール・イット - "Let Me Roll It"
2. ラヴリー・リンダ - "The Lovely Linda"
3. デイタイム・ナイトタイム - "Daytime Nightime Suffering"
4. 恋することのもどかしさ - "Maybe I'm Amazed"
5. 愛しのヘレン - "Helen Wheels"
6. ブルーバード - "Bluebird"
7. ハート・オブ・ザ・カントリー - "Heart Of The Country"
8. エヴリナイト - "Every Night"
9. テイク・イット・アウェイ - "Take It Away"
  - シングル・バージョン、初CD化
10. ジャンク - "Junk"
11. マン・ウィ・ワズ・ロンリー - "Man We Was Lonely"
12. ヴィーナス・アンド・マース/ロック・ショー (シングル・エディット) - "Venus And Mars / Rockshow (Single Edit)"
  - シングル・バージョン、初CD化
13. バック・シート - "Back Seat Of My Car"
14. ロケストラのテーマ - "Rockestra Theme"
15. ガールフレンド - "Girlfriend"
16. ウォーターフォールズ (DJエディット) - "Waterfalls (DJ Edit)"
  - 初CD化
17. トゥモロウ - "Tomorrow"
18. トゥ・メニー・ピープル - "Too Many People"
19. コール・ミー・バック・アゲイン - "Call Me Back Again"
20. タッグ・オブ・ウォー - "Tug Of War"
  - シングル・バージョン、初CD化
21. メドレー:ビップ・ボップ〜ヘイ・ディドル - "Bip Bop / Hey Diddle"
22. ひとりぽっちのロンリー・ナイト (プレイアウト・ヴァージョン) - "No More Lonely Nights (Playout Version)"